# Arnold-Sommerfeld-Preis
Der Arnold-Sommerfeld-Preis, benannt nach Arnold Sommerfeld, wird seit 1994 jährlich von der Bayerischen Akademie der Wissenschaften als Förderpreis an junge  Wissenschaftler vergeben. Der Preis wird für herausragende Leistungen auf dem Gebiet der Naturwissenschaften vergeben. Vorschlagsberechtigt sind die ordentlichen Mitglieder der natur- und lebenswissenschaftlichen Sektionen (Sektionen 3 und 4) der Akademie. Der Preis ist mit 4.000 Euro dotiert und wird von der Gesellschaft der Freunde der Akademie finanziert.

## Preisträger
- 1994 Erwin Grill (Botanik)
- 1995 Ulrich Höfer (Physik)
- 1996 Ulrich Berger (Mathematik, Informatik)
- 1997 Christian Griesinger (Chemie, Physik)
- 1998 Thomas Jung (Forstwissenschaften)
- 1999 Martin J. Müller (Pharmazie)
- 2000 Alfred Leitenstorfer (Physik)
- 2001 Kay Severin (Chemie)
- 2002 Frank Würthner (Chemie)
- 2003 Sabine Strahl (Botanik, Zellbiologie)
- 2004 Andreas Zumbusch (Biophysikalische Chemie)
- 2005 Johannes M. Herrmann (Zellbiologie)
- 2005 Heinrich Schwoerer (Laserphysik)
- 2006 Markus Betz (Nanotechnologie)
- 2007 Lukas Worschech (Halbleiterphysik)
- 2008 Sebastian T. B. Gönnenwein (Festkörperphysik)
- 2009 Stephan A. Sieber (Biochemie)
- 2010 Hendrik Dietz (Biophysik)
- 2011 Daniel J. Frost (Geologie)
- 2012 Franz Hagn (Biochemie)
- 2013 Martin Eckstein (Physik)
- 2014 Sonja Herres-Pawlis (Chemie)
- 2015 Gregor Koblmüller (Nanotechnik)
- 2016 Thomas Magauer (Chemie), Franz Schilling (Bildgebende Verfahren)
- 2017 Tobias Gulder (Naturstoffchemie)
- 2018 Hanna Engelke (Physik), Henry Dube (Physikalische Chemie)
- 2019 Kathrin Lang (synthetische Biologie)
- 2020 Tayebeh Ameri (Materialforschung)
- 2021 Jia Chen (Umweltwissenschaften)
- 2022 Agnieszka Nowak-Król (Chemie)
- 2023 Leonhard Möckl (Biophysik)
- 2024 Evelyn Plötz (Chemie)